# Летопись Григория Грабянки

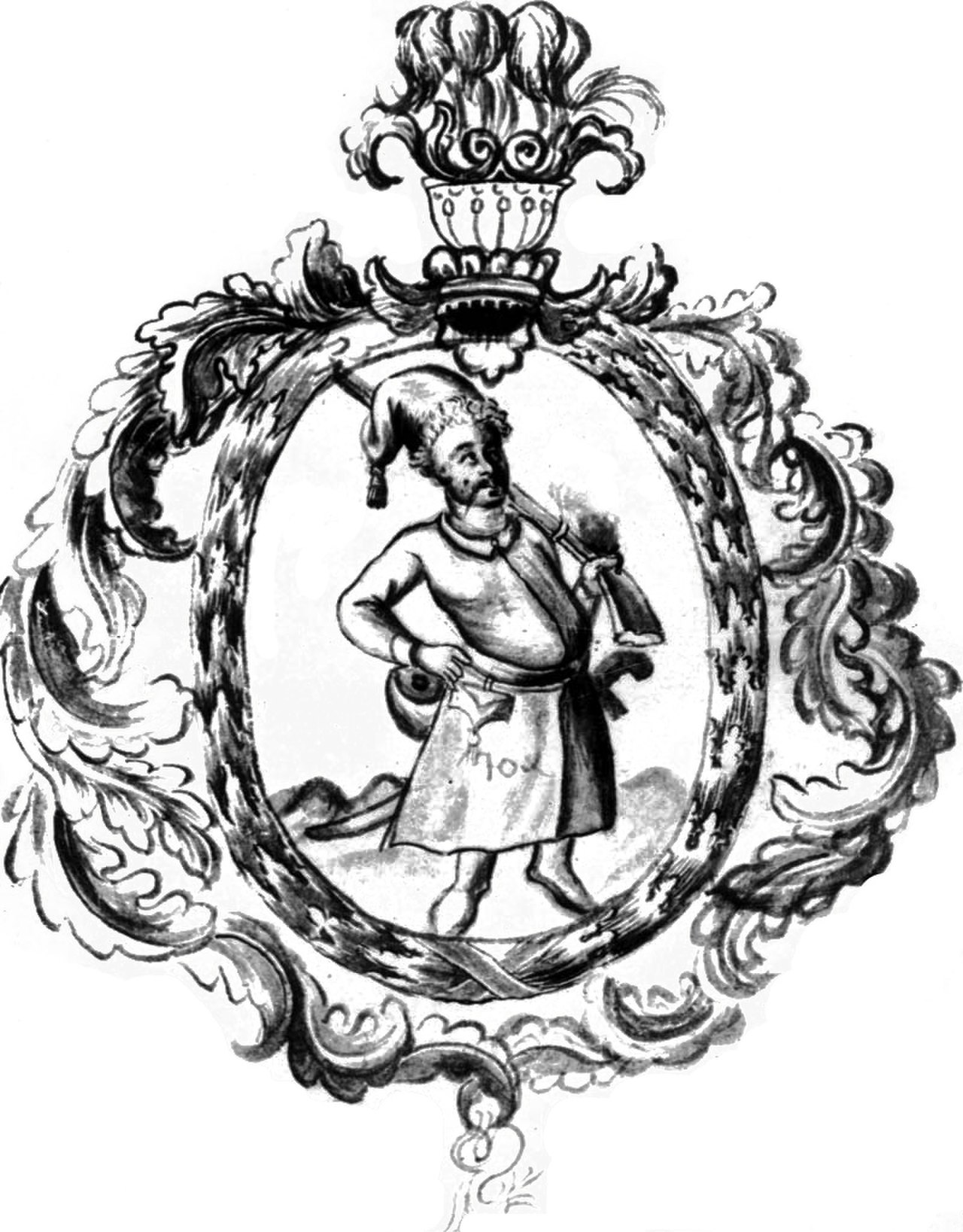
Герб Войска Запорожского

Летопись гадячского полковника Григория Грабянки (в оригинале — Краткое лѣтoизобразительное описаніе Грабянки) — казацкая летопись 2-й половины XVII — начала XVIII века, составленная гадяцким полковником Григорием Грабянкой.
Летопись Грабянки — один из самых выдающихся памятников украинской историографической прозы конца XVII — начала XVIII века. За ним, а также по летописям Самовидца и Величко закрепилось название «казацкие летописи». Но такое название достаточно условное, потому что каждое это произведение является сложной, многоплановой композицией, в которой сочетаются характеристики исторических деятелей, описания событий — сражений, восстаний, заговоров и тому подобное, отдельные документы, истолкования тех или иных периодов жизни Украины и которая слишком далека от традиционной летописной формы.
Сочинение Грабянки в значительной мере имеет компилятивный характер. Среди своих главных источников автор называет воспоминания событий современниками, а также произведения отечественных и зарубежных историографов. Больше всего Грабянка пользовался летописью Самовидца; «Синопсисом», который был впервые издан в 1674 году, долгое время служил своего рода учебником истории и выдержал около тридцати изданий; латиноязычным трудом «Польские анналы» официального историографа польских королей Веспасиана Каховского, 3 тома которой вышли в Кракове 1683, 1688 и 1698 гг.; а особенно поэмой поляка Самуила Твардовского «Гражданская война», изданной в Калишу в 1681 году. Кроме того, Грабянка ссылается на произведения Мартина Кромера, Мартина и Иоахима Бельских, Матея Стрыйковского, Александра Гваньини, Самуэля фон Пуфендорфа и Иоганна Гибнера. Но летопись не является простым механическим сводом сведений, взятых из разных источников. Это самостоятельное произведение, в котором ощутимо выраженное авторское начало.
«Летопись Григория Грабянки» описывает историю со времен возникновения казачества и до 1709 года. В вопросе происхождения казачества она придерживается распространённого на тот момент хазарского мифа. В тексте летописи представлено много государственных документов, гетманских универсалов, актов, грамот и др.